# Meurtres à responsabilité limitée
Pour plus de détails, voir Fiche technique et Distribution.
Meurtres à responsabilité limitée (Chicago Syndicate) est un film américain réalisé par Fred F. Sears, sorti en 1955.

## Fiche technique
- Titre original : Chicago Syndicate
- Titre français : Meurtres à responsabilité limitée
- Réalisation : Fred F. Sears
- Scénario : William Sackheim et Joseph Hoffman (en)
- Photographie : Henry Freulich et Fred Jackman Jr.
- Montage : Viola Lawrence
- Pays d'origine : États-Unis
- Format : Noir et blanc - 1,85:1
- Genre : policier
- Durée : 84 minutes
- Date de sortie : 1955
- Affiche : André Bertrand (France)

## Distribution
- Dennis O'Keefe : Barry Amsterdam
- Abbe Lane : Connie Peters
- Paul Stewart : Arnold 'Arnie' Valent
- Xavier Cugat : Benny Chico
- Allison Hayes : Sue Morton
- Richard H. Cutting : David Healey / Narrateur
- Chris Alcaide (en) : Nate
- William Challee : Dolan
- John Zaremba (en) : Robert Fenton
- George Brand : Jack Roper
- Hugh Sanders : Pat Winters